# Нетавака (Канзас)
Нетавака (енгл. Netawaka) град је у америчкој савезној држави Канзас.

## Демографија
По попису из 2010. године број становника је 143, што је 27 (-15,9%) становника мање него 2000. године.
| Група             | 2000.       | 2010.       |
| Белци             | 160 (94,1%) | 138 (96,5%) |
| Афроамериканци    | 0 (0,0%)    | 1 (0,7%)    |
| Азијати           | 0 (0,0%)    | 0 (0,0%)    |
| Хиспаноамериканци | 0 (0,0%)    | 2 (1,4%)    |
| Укупно            | 170         | 143         |